# Ed Repka
Edward J. Repka, más conocido como Ed Repka (Nueva York, 22 de octubre de 1960), es un artista estadounidense, conocido por haber diseñado muchas portadas de álbumes de heavy metal desde la década de 1980 hasta la actualidad. Es licenciado cum laude en Ilustración por la Parsons The New School for Design de Nueva York.

## Descripción de su obra
Gran parte de su obra data de la década de 1980, ya que fue el periodo en el que estuvo más activo. Sus obras suelen reflejar ambientes apocalípticos o visiones lúgubres con escenarios bélicos y devastados. Sus obras presentan un colorido estilo de cómic y a menudo incluyen elementos satíricos.
En 2002 pasó a ser director artístico del fabricante de figuras coleccionables National Entertainment Collectibles Association (NECA), para el que diseña esculturas y pinturas, además de la popular línea de figuras de acción Headknocker.

## Obras importantes
Es conocido por haber creado a Vic Rattlehead, la mascota esquelética de la banda de thrash metal Megadeth, el logotipo de la banda de thrash metal Dark Angel y por haber diseñado algunas portadas de los Death. También ha trabajado en el diseño artístico de la película Hellraiser.
Sus ilustraciones basadas en la película de Universal Studios El hombre lobo se utilizaron como portada del primer número de la revista de terror HorrorHound.

## Selección de portadas
- 3 Inches of Blood – Advance & Vanquish
- Aggression – Moshpirit
- After All – Dawn of the Enforcer
- After All – Rejection Overruled
- After All – Waves of Annihilation
- Abiotx – Straight to Hell
- Ancesthor – Beneath the Mask
- Atheist – Piece of Time
- Austrian Death Machine – Total Brutal
- Austrian Death Machine – Double Brutal
- Austrian Death Machine – Triple Brutal
- The Black Zombie Procession – Mess with the Best, Die Like the Rest
- Besieged – Victims Beyond All Help
- Bloodfreak – Scared Stiff
- Brainwreck – Evil Waysl
- Burning Nitrum – Molotov
- Chorpuss – Witch of the Moor
- Circle Jerks – VI
- Condition Critical – Operational Hazard
- Dark Angel – Darkness Descends
- Dark Angel – Leave Scars
- Deal With it – End Time Prophecies
- Death – Scream Bloody Gore
- Death – Leprosy
- Death – Spiritual Healing
- Defiance – Product of Society
- Defiance – Beyond Recognition
- Dismantle – Satanic Force
- DSA Commando – Sputo
- Eliminator – Breaking the Wheel
- Elm Street – Barbed Wire Metal
- Evil Survives – Judas Priest Live
- Evil Survives – Powerkiller
- Exeloume – Fairytale of Perversion
- Exeloume – Return of the Nephilim
- Evildead – Annihilation of Civilization
- Evildead – The Underworld
- Evildead – United States of Anarchy
- Faith Or Fear – Instruments of Death
- Fallen Man – Mercenary
- Frade Negro – Black Souls in the Abyss
- Frade Negro – The Attack of the Damned
- Gruesome – Dimensions of Horror
- Gruesome – Savage Land
- Gruesome – Twisted Prayers
- Guillotine – Blood Money
- Hell's Domain – Hell's Domain
- Hexen – State of Insurgency
- Hirax – El Rostro de la Muerte
- Holy Grail – Improper Burial
- Hyades – And the Worst Is Yet to Come
- Hyades – The Roots of Trash
- Infinite Translation – Impulsive Attack
- Infinite Translation – Masked Reality
- Killjoy – Compelled by Fear
- Korrosive - Toxic Apokalypse
- Lost Society – Fast Loud Death
- Ludichrist – Immaculate Deception
- Mad Maze – Frames of Alienation
- Massacre – From Beyond
- Massacre – Inhuman Condition
- Megadeth – Holy Wars... The Punishment Due
- Megadeth – Peace Sells... But Who's Buying?
- Megadeth – Hangar 18
- Megadeth – No More Mr. Nice Guy
- Megadeth – Rust in Peace
- Megadeth – Rusted Pieces
- Merciless Death – Evil in the Night
- Morbid Saint – Swallowed By Hell
- Municipal Waste – Hazardous Mutation
- Miss Djax – Inferno
- Miss Djax – Stereo Destroyer
- Napalm – Cruel Tranquility
- Necro – The Pre-Fix for Death
- NOFX – S&M Airlines
- Nuclear Assault – Game Over
- Pánico Al Miedo – Pánico Al Miedo
- Pitiful Reign – Visual Violence
- Possessed – Beyond the Gates
- Ravage – The End of Tomorrow
- Red Razor – Beer Revolution
- Ruff Neck – Ruff Treatment
- Sanctuary – Refuge Denied
- Sanctuary – Inception
- Skull Vomit – Deadly Observation
- S.O.B. – Gate of Doom
- Solstice – Solstice
- Steelwing – Lord of the Wasteland
- Suicidal Angels – Dead Again
- Suicidal Angels – Bloodbath
- Suicidal Angels – Divide and Conquer
- Suicidal Angels – Division of Blood
- Suicide Watch – Global Warning
- Toxic Holocaust – Hell on Earth
- Toxik – World Circus
- Toxik – Think This
- Ultra Violence – Deflect the Flow
- Ultra-Violence – Privilege to Overcome
- Uncle Slam – Will Work for Food
- Uncle Slam – When God Dies
- Untimely Demise – Black Widow
- Untimely Demise – City of Steel
- Untimely Demise –  Full Speed Metal
- Untimely Demise – No Promise of Tomorrow
- Untimely Demise – Systematic Eradication
- Various Artists – Butchering the Beatles – A Headbashing Tribute
- Various Artists – Thrash or Be Thrashed – An International Tribute to Thrash
- Venom – Here Lies
- Vio-lence – Eternal Nightmare
- Violent Playground – Thrashin Blues
- Whiplash – Unborn Again
- Wrathchild America – Climbin' the Walls
- Wild – Calles de Fuego
- Wild – La Nueva Orden
- Zero Down – Good Times... At the Gates of Hell
- Zero Down – No Limit to the Evil
- Zombis Do Espaco – Em uma missão de Satanas
- Zumbis Do Espaco – Nos Viemos Em Paz